# 同仁市
同仁市（藏語：རེབ་ཀོང་，威利转写：reb kong，藏语拼音：Rêbgong）位于青海省东部，在1949年以前的五百多年裡，均由藏传佛教实行政教合一统治，并产生出了“热贡艺术”。1994年被授予国家历史文化名城称号。该市是黄南藏族自治州的首府，全市人口中约75%为藏族。

## 历史
同仁古时为羌族人的游牧地，后来汉朝在此处屯田。唐中宗时，把这里作为金城公主远嫁的嫁妆，赠予吐蕃。天宝末年，境内筑起了城塞。到宋代，城市规模更进一步扩大。元朝时，归八思巴统治，成为必里万户府的辖区。明朝初年则改设为必里卫。明宣德年间，当地的藏传佛教领袖获封“国师”称号，从而形成了政教合一的统治。清乾隆年间，改由夏日仓系统承袭原国师的政教合一统治，直到1949年。
2020年6月，经国务院批准，同意撤销同仁县，设立县级同仁市，以原同仁县的行政区域为同仁市的行政区域。2020年7月1日，同仁市政府挂牌成立。市人民政府驻隆务镇。

## 行政区划
同仁市下辖3个镇、8个乡：
隆务镇、保安镇、多哇镇、兰采乡、双朋西乡、扎毛乡、黄乃亥乡、曲库乎乡、年都乎乡、瓜什则乡和加吾乡。

## 人口
根据第七次人口普查数据，截至2020年11月1日零时，同仁市常住人口为101519人。根据同仁市第七次全国人口普查公报显示，全市常住人口中，汉族人口为9921人，占9.77%；各少数民族人口为91598人，占90.23%。与2010年第六次全国人口普查相比，汉族人口增加1988人，增长25.06%；其他少数民族人口增加6930人，增长8.18%。

## 文化
这里也是藏传佛教的重要艺术流派——“热贡艺术”的起源地和传播中心。热贡艺术是门融合了西藏、敦煌、中原、江南等多种风格的综合性艺术，有唐卡绘画、雕塑、堆绣、版画、图案、建筑装饰等各种表现类型。热贡唐卡是国家地理标志产品。
“热贡艺术”“黄南藏戏”入列人类非物质文化遗产代表作名录。

## 经济
同仁地处青藏高原和黄土高原的过渡地带，农业以种植业和畜牧业为主。

## 物产
特产多种名贵中药材，主要有冬虫夏草、麝香、大黄等。境内还有多种矿产资源，其中铝工业已成为同仁的支柱产业之一。

## 名胜古迹
同仁市地处安多藏区的核心地带，非常邻近拉卜楞寺。市境内目前有数十座藏传佛教寺庙，其中规模最大、建筑最华丽的为格鲁派（黄教）的隆务寺，为全国重点文物保护单位。此外还有吴屯上寺、吴屯下寺、年都乎寺等古代佛寺和多处上古文化遗址。